# 14226 Hamura
14226 Hamura este un asteroid din centura principală de asteroizi.

## Descriere
14226 Hamura este un asteroid din centura principală de asteroizi. A fost descoperit pe 7 decembrie 1999 la Socorro, New Mexico, în cadrul proiectului LINEAR. Asteroidul prezintă o orbită caracterizată de o semiaxă mare de 2,71 ua, o excentricitate de 0,04 și o înclinație de 2,9° în raport cu ecliptica.